# Ansible
Ansible ist ein Open-Source-Automatisierungswerkzeug zur Orchestrierung und allgemeinen Konfiguration und Administration von Computern. Es kombiniert Softwareverteilung, Ad-hoc-Kommando-Ausführung und Software-Configuration-Management. Die Verwaltung von Netzwerkcomputern erfolgt unter anderem über SSH und erfordert keinerlei zusätzliche Software auf dem verwalteten System. Module nutzen zur Ausgabe JSON und können in jeder beliebigen Programmiersprache geschrieben sein. Das System nutzt YAML zur Formulierung wiederverwendbarer Beschreibungen von Systemen.

## Entstehung
Das Projekt Ansible startete im Februar 2012 und die Plattform wurde von Michael DeHaan erstellt, dem Autor der Server-Provisioning-Applikation Cobbler und Co-Autor des Func-Frameworks zur Fernadministration. Anwender von Ansible sind beispielsweise das Fedora Projekt, Hewlett-Packard Deutschland, der deutsche Webhoster Hetzner und die Universität Thessaloniki. Ansible ist enthalten in der Fedora-Linux-Distribution des Unternehmens Red Hat Inc. und auch verfügbar für Red Hat Enterprise Linux, CentOS, openSUSE, SUSE Linux Enterprise, Debian, MacOS, Scientific Linux und Cygwin. Prinzipiell ist Ansible mit allen Unix-artigen Betriebssystemen nutzbar. Ab Version 1.7 unterstützen diverse Module auch Windows über Powershell-3.0-Befehle.
Im Januar 2016 wurde die Version 2.0 veröffentlicht.

## AnsibleWorks
Am 4. März 2013 wurde die Firma AnsibleWorks gegründet. Sie ist maßgeblich an der Entwicklung von Ansible beteiligt und bietet verschiedene Produkte rund um Ansible an, darunter Support und eine Browser-basierte Benutzerschnittstelle.
Am 16. Oktober 2015 wurde bekanntgegeben, dass Ansible Inc. (ursprünglich AnsibleWorks Inc.) durch Red Hat Inc. übernommen und in das eigene Portfolio integriert wird.

## Architektur
Wie die meisten anderen Konfigurationsmanagement-Systeme unterscheidet Ansible zwischen Konfigurationsüberwachung und Knoten, auf denen die Konfigurationsänderung durchgeführt wird. Diese Knoten werden von Ansible via SSH verwaltet, wobei die Lage der Knoten im Inventar der Konfigurationsüberwachung verwaltet wird.

### Designziele
minimalistisch
Managementsysteme sollten keine zusätzlichen Abhängigkeiten von der Umgebung erfordern.
sicher
Ansible setzt keine Agenten auf Knoten ein. Nur OpenSSH und Python (bzw. WinRM oder OpenSSH und Powershell unter Windows) sind auf den verwalteten Knoten erforderlich.
zuverlässig
Wenn sorgfältig geschrieben, können Ansible-Playbooks idempotent sein und damit unerwartete Nebenwirkungen auf die verwalteten Systeme vermeiden.
leicht erlernbar
Playbooks verwenden eine einfache beschreibende Sprache, die auf YAML- und Jinja-Templates basiert.

### Module
Jedes Ansible-Modul kann eigenständig und in einer beliebigen Programmiersprache geschrieben sein. Dabei sollten die Module idempotent sein, was bedeutet, dass selbst wenn ein Vorgang mehrfach wiederholt wird – z. B. bei der Wiederherstellung nach einem Ausfall – das System immer in denselben Zustand versetzt wird.

### Inventar
Das Inventar ist eine Beschreibung der Knoten, auf die von Ansible zugegriffen werden kann. Standardmäßig wird das Inventar durch eine Initialisierungsdatei beschrieben. Die Konfigurationsdatei listet entweder die IP-Adresse oder den Hostnamen jedes Knotens auf, der von Ansible zugänglich ist. Darüber hinaus können Knoten gruppiert werden.
Ansible kann auch dynamisch Daten aus anderen Systemen beziehen.

### Playbooks
Playbooks beschreiben Konfigurationen, Deployment und Orchestrierung in Ansible. Das Playbook-Format ist YAML, wobei jedes Playbook eine Gruppe von Hosts zu einer Reihe von Rollen zuordnet.

### AWX
AWX ist eine REST-API, ein Web-Service und eine Web-basierte Konsole. Damit kann die mit Ansible verwaltete IT-Infrastruktur zentralisiert werden mit einem visuellen Dashboard einschließlich Verwaltung aller Inventare, einer rollenbasierten Zutrittskontrolle, Job-Scheduling und Nachrichten.